# Сергиевский, Пётр Константинович
Пётр Константинович Сергиевский (1891, Российская империя — 1952, Советский Союз) — деятель органов охраны правопорядка, начальник ГУ РКМ.

## Биография
Родился в русской семье. Окончил 3-классную сельскую школу, 2-классное министерское училище, 7-классное механико-техническое училище в Брянске. Работал техником-механиком на предприятиях Брянского уезда предположительно в 1912—1914 годах, затем призван в царскую армию, где служил во время 1-й мировой войны в 1914—1917 годах. Член Брянского комитета анархистов-коммунистов с 1910 по 1916 год, участник движения на территории империи, член РКП(б) с мая 1917 года. Заместитель председателя исполкома Минского совдепа с того же года, затем до 1918 заведующий отделом Смоленского губернского исполнительного комитета. Председатель витебского губернского ревкома с 9 октября 1919 года и губернского исполкома губернского Совета рабочих и солдатских депутатов с мая 1918 по декабрь 1920 года (по другим данным с ноября 1918 по январь 1919 года и до 6 октября 1919). Председатель райисполкома в Ростове-на-Дону, председатель Донского областного исполкома с января 1921 до июня 1922 года. В течение года, с июля 1922 по июль 1923 года, председатель исполкома Астраханского губернского Совета рабочих и солдатских (красноармейских) депутатов.
Делегат IX и X Всероссийских съездов Советов рабочих, крестьянских, красноармейских и казачьих депутатов, член ВЦИК.

С июля 1923 по март 1927 года являлся начальником советской милиции, руководя ЦАУ, ГУ РКМ, а также являясь членом коллегии НКВД РСФСР и редактором журнала «Административный вестник». 17 ноября 1923 года П. К. Сергиевский утвердил «Инструкцию участковому надзирателю». До этого специальной службы участковых милиции не было. В документальной прозе описан как покрывающий коррумпированных милицейских начальников: 
Когда в Ленинград в 1925 году приезжал его непосредственный начальник, глава всей милиции РСФСР Пётр Константинович Сергиевский, в тёплой компании в «Европейской» гостинице или в «Гранд-отеле» пропивались и транжирились «из секретных сумм» многие тысячи.
Из НКВД РСФСР перешёл на работу в Наркомфин РСФСР и назначен заведующим финансовым отделом Сибирского краевого исполкома, которым являлся до января 1928 года. Председатель плановой комиссии и заместитель председателя Семипалатинского губернского исполкома в 1928 году, заместитель председателя центрального исполнительного комитета (ЦИК) КАССР до 1929 года, начальник главного управления коммунального хозяйства СНК КССР с апреля по август того же года, а также член комиссии Казахского краевого комитета ВКП(б) по жилищному вопросу в Алма-Ате с 6 августа 1929 года. Затем в течение года, с апреля 1929 по апрель 1930 года был начальником Главного управления коммунального хозяйства (ГУКХ) НКВД РСФСР и 1-й заместителем (с августа) народного комиссара внутренних дел РСФСР. С апреля по июль 1930 года являлся председателем окружного исполнительного комитета СДТ в Алма-Ате. Председатель Калининского районного исполкома с августа 1930 года, затем решением секретариата Казкрайкома ВКП(б) опросом от 28 октября 1930 года привлечён к партийной ответственности за оставление работы на 10 дней во время боевой кампании по хлебозаготовкам.
Комиссией по установлению персональных пенсий при Совете министров РСФСР была назначена персональная пенсия.